# المجهلة (نهم)

تعديل مصدري - تعديل

المجهلة هي إحدى قرى عزلة عيال منصور بمديرية نهم التابعة لمحافظة صنعاء، بلغ تعداد سكانها 232 نسمة حسب تعداد اليمن لعام 2004.